# Keyne
Keyne (séc. V, Brycheiniog, Gales - 490 ou 505, Llangeinor, Gales), também conhecida como Keane, Kayane, Keyna, Cenau, Cenedion, Ceinwen, foi uma mulher santa e eremita do século V que teria viajado muito pelo que hoje é o sul de Gales e Cornualha.